# Digimon Tamers
Digimon Tamers (jap. デジモンテイマーズ) ist die dritte Anime-Fernsehserie des Digimon-Franchises. Diese hat keinen direkten Bezug zu den beiden vorherigen Serien, da sie in einer von dieser unabhängigen, grundlegend anderen Welt spielt. Als lose Verbindung dient jedoch der Charakter Ryō Akiyama. Die Serie wurde vom Studio Tōei Animation produziert und in Japan sowie mehreren anderen Staaten im Fernsehen ausgestrahlt, darunter auch in Deutschland.

## Inhalt

### Welt und Technik
Das Konzept einer digitalen Welt (Digiwelt), in der Digimon als künstliche Lebensformen selbstständig existieren, wurde von den Vorgänger-Anime Digimon und Digimon 02 übernommen, wobei die Digiwelt selbst eine deutlich geringere Rolle spielt. Auch das Mensch-Digimon-Partnerprinzip und die verschiedenen Level und Typen der Digimon sowie deren Fähigkeit, zu digitieren, sind wieder vorhanden.
Anders als in den ersten beiden Serien werden die Kampfeigenschaften der Digimon aber nicht nur durch deren Digitationslevel beeinflusst, sondern auch durch den Einsatz von Sammelkarten, die den tatsächlich in vielen Ländern erhältlichen Karten des Digital Monster Card Game entsprechen. Diese ermöglichen den Digimon den Einsatz bestimmter Techniken oder die Digitation. Die Karten werden mit dem sogenannten D-Power (jap. D-Arc) eingelesen, das der menschliche Partner besitzt.
Die Hauptcharaktere und ihre Digimon finden in Digimon Tamers nicht wie in den Vorgängerserien durch eine unbekannte Macht zusammen, sondern entschließen sich freiwillig zur Zusammenarbeit. Deshalb tragen sie auch nicht die Bezeichnung Digiritter, sondern – namensgebend für die Serie – Digimon-Tamer. Die Digitation ist im Vergleich zu den Vorgängern deutlich schwieriger und noch stärker von den Gefühlen der Tamer abhängig. Selbst die Digitation auf das Champion-Level gelingt nur unter bestimmten Voraussetzungen, z. B. wenn der Tamer in Gefahr ist. Außerdem ist in den ersten zwei Dritteln der Serie die Anwesenheit des Digimons Calumon erforderlich, das das Licht der Digitation freisetzt.
Folgende neue Digitationen, die auch in der deutschen Version teilweise „Evolution“ genannt werden, werden in der Serie eingeführt und ersetzen alle bisherigen:
Digitation (エボリューション Eboryūshon, Evolution)
Bei dieser, teils auch in der deutschen Version „Evolution“ genannten Digitation wechselt das Digimon vom Rookie- auf das Champion-Level. Es ist anzunehmen, dass diese Digitation auch zur Entwicklung vom Baby- auf das Ausbildungs- und von diesem auf das Rookie-Level angewandt wird, auch wenn diese Variante nicht in der Serie zu sehen ist.
Matrix-Digitation (マトリックス エボリューション Matorikkusu Eboryūshon, Matrix-Evolution)
Die Matrix-Digitation vom Rookie- oder vom Champion- auf das Ultra-Level ist nur mit Hilfe einer Blauen Sammelkarte möglich, die in verschiedenen Notsituationen ohne bewusstes Zutun der Tamer aus einer gewöhnlichen Sammelkarte entsteht.
Tamer-Matrix-Digitation
Zur Tamer-Matrix-Digitation vom Rookie- auf das Mega-Level muss der Tamer mit seinem Digimon verschmelzen. Sie ist eigentlich nur in der Digiwelt möglich, da dort beide Partner aus Daten bestehen, durch die Kraft der Digimon-Götter kann sie aber auch in der realen Welt durchgeführt werden. In jedem Fall ist aber absolutes gegenseitiges Vertrauen und ein starker Siegeswille eine Voraussetzung.

### Handlung
Der Junge Takato Matsuki ist ein großer Fan der Anime-Serie und des Sammelkartenspiels zu Digimon. Als er eines Tages eine blaue Karte findet und sie durch sein Karten-Spielmodul zieht, wird dieses zu einem D-Power. Am selben Abend kommt das D-Power in Kontakt mit einigen Konzeptzeichnungen des von ihm erfundenen neuen Digimons Guilmon. Tatsächlich taucht ebendieses kurz darauf in der realen Welt auf und freundet sich mit ihm an. Bald trifft er Henry Wong und Rika Nonaka, die ebenfalls echte Digimon besitzen. Im Gegensatz zu Takato und Henry, die sich auf Anhieb verstehen, verfolgt Rika ganz andere Vorstellungen, für sie sind Digimon ausschließlich zum Kämpfen existent. Nach einiger Zeit ändert sie jedoch ihre Einstellung durch einige Erlebnisse mit ihrem Digimon. Gemeinsam finden sie Calumon, das scheinbar aus der Digiwelt stammt, selbst aber über keinerlei Erinnerungen verfügt und Impmon, das sich wie ein schlecht erzogenes kleines Kind benimmt und Spaß daran findet, Menschen Streiche zu spielen.
Der erste Widersacher des Teams ist Mitsuo Yamaki, der als Leiter des von der Regierung gestarteten Projektes Hypnos versucht, alle Digimon zu vernichten. Als er jedoch zum finalen Schlag ausholen und mit Hilfe des Computerprogrammes Shaggai alle Digimon für immer aus der realen Welt verbannen will, tauchen durch die entstehende Verbindung zur Digiwelt die Deva auf. Diese zwölf besonders starken Digimon verkörpern jeweils ein chinesisches Tierkreiszeichen. Die Tamer scheinen hoffnungslos unterlegen zu sein, schließlich schaffen sie es aber nacheinander, ihre Digimon mit Hilfe blauer Karten auf das Ultra-Level digitieren zu lassen und die Deva nacheinander zu besiegen. Zwischenzeitlich trifft auch Takatos Klassenkameradin Jen Katō auf ihren Digimon-Partner Leomon.
Nachdem die Tamer über die Hälfte der Deva im Kampf geschlagen haben, entführt einer von diesen Calumon in die Digiwelt. Daraufhin brechen Takato, Rika, Henry und Jen zusammen mit Takatos Klassenkameraden Kazu Shiota und Kenta Kitagawa in die Digiwelt auf, um Calumon zu retten. Auf ihrer Reise werden sie mehrfach getrennt und begegnen zufällig dem Tamer Ryō Akiyama, der bereits seit mehreren Monaten mit seinem Partner in der Digiwelt ist, und Shibumi, einen der Erschaffer der Digiwelt, der sich, während er in der realen Welt im Koma liegt, als Geist in der Digiwelt manifestiert. Schließlich gelangen alle Kinder zur Ebene der Digimongötter, wo sie auf Suzie Wong, Henrys kleine Schwester treffen, die unabsichtlich auch in die Digiwelt gelangt ist. Gemeinsam bekämpfen sie Beelzemon, die digitierte Form von Impmon, dem vom niederträchtigen Deva Caturamon große Macht versprochen wurde, wenn es die Tamer besiegt. Aufgrund von Lügen des Caturamon (alle Menschen seien egoistisch und selbstsüchtig) und aus purer Leichtgläubigkeit hatte Impmon dem unglückseligen Deal zugestimmt, ohne sich der Konsequenzen bewusst zu sein. Durch die neue große Macht verlor Impmon die Kontrolle über sich selbst und wurde als Beelzemon zu einem gefährlichen Amokläufer.
Als Beelzemon Jens Digimon-Partner Leomon in blinder Wut tötet, erleidet diese einen Nervenzusammenbruch und Takato gerät in Rage. Er will um jeden Preis, dass Guilmon auf das Mega-Level digitiert und Leomon rächt. Guilmon digitiert tatsächlich zum Mega-Level-Digimon Megidramon, ist als dieses aber unkontrollierbar und hat immer noch nicht genug Kraft, um Beelzemon schlagen zu können. Als Megidramon besiegt wird, reflektiert Takato seine und Guilmons Entwicklung und begreift Guilmon als lebendiges Wesen. Als er sich wünscht, ihm im Kampf beistehen zu können, digitieren beide gemeinsam zu Gallantmon und besiegen Beelzemon. Nur Jens Gnade gegenüber Beelzemon verhindert, dass dieser von Gallantmon getötet wird. Entsetzt über das, was er in seinem Amoklauf getan hat, zieht sich Beelzemon zurück und versinkt in Gedanken. Die Tamer ziehen weiter und treffen Zukiyaomon, einen der vier Souveränen. Auch Henry digitiert nun mit seinem Digimon auf das Mega-Level und will gegen Zukiyaomon kämpfen, doch Azulongmon, ein weiterer Souveräner, stoppt den Kampf und lenkt die Aufmerksamkeit aller auf den „wahren Feind“ aller Digimon – das Datenlöschprogramm D-Reaper.
D-Reaper, verkörpert durch eine hellviolette Masse, deren bloße Berührung tödlich sein kann, dringt durch Öffnungen im Boden überall in die Digiwelt ein. Die Souveränen und die Tamer kämpfen zwar dagegen an, wobei Rika mit ihrem Digimon auch auf das Mega-Level digitiert, scheitern aber, woraufhin die Souveränen alle Digimon zur Entscheidungsschlacht zusammenrufen und die Kinder mit Hilfe einer „Arche“ in die reale Welt zurückkehren. Rika und Renamon retten Impmon, welcher sich nach einem Angriff in seine Normalform zurückverwandelt hatte, und nehmen ihn mit auf die Arche. Impmon beschloss von nun an brav zu sein und den Tamern im Falle des Kampfes beizustehen.
D-Reaper schafft es jedoch, auch in die reale Welt einzudringen und die immer noch unter Schock stehende und kaum ansprechbare Jen zu entführen. Also stellen sich Takato und seine Freunde D-Reaper. Impmon war inzwischen zu seinen Freunden, den Kindern Ai und Mako, zurückgekehrt. Er musste nun schmerzlich feststellen, dass Caturamon ihn von Anfang an belogen hatte. Denn Ai und Mako hatten ihr Digimon nicht vergessen, sondern erwarteten die ganze Zeit seine Rückkehr. Als Impmon im Fernsehen sieht, dass die Tamer im Kampf gegen einen Agenten des D-Reaper zu verlieren drohen, bricht er in seiner neuen Megaform Beelzemon Blast Mode auf, kommt den Tamern zu Hilfe und entscheidet den Kampf zu ihrem Gunsten. Impmon alias Beelzemon ist von nun an für die Tamer ein wertvoller Verbündeter im Kampf gegen den D-Reaper und seine Schergen.
Als ihnen Ryō zu Hilfe kommt und sie die Kraft der Souveränen empfangen, sodass sie auch in der realen Welt auf das Mega-Level digitieren können, scheinen sie eine Chance gegen den Hauptteil des D-Reaper zu haben. Letztendlich scheitern sie aber, trotz Mithilfe von Yamaki, Shibumi und den restlichen Erschaffern der Digiwelt. Allerdings gelingt es ihnen, Jen aus ihrer Trance zu reißen, sodass sie selbst versucht, sich zu befreien.
Eine Woche später hat D-Reaper die ganze Tokioter Innenstadt unter seine Kontrolle gebracht und will nun die Digiwelt und die reale Welt verbinden, um so zum finalen Schlag auszuholen und sämtliches Leben in den Welten auszulöschen. Genau diese Gelegenheit nutzen die Tamer aber aus um einen letzten Angriff gegen D-Reaper zu starten. Dabei teilt sich die Gruppe: Während Takato als Gallantmon den Kern von D-Reaper angreift und Jen rettet fliegen die anderen zu dem Tor zwischen der realen- und der Digiwelt. Nachdem die Agenten besiegt sind, rotiert MegaGargomon (Henry) in dem Tor mit Überlichtgeschwindigkeit und lässt so D-Reaper langsam kollabieren. Dabei wird jedoch die Schranke zwischen den Welten wieder hergestellt. Jen kann Impmon verzeihen, nachdem dieser als Beelzemon heldenhaft und unter Einsatz seines Lebens versuchte, sie aus den Fängen des D-Reaper zu befreien und knapp scheiterte. Er wurde vom D-Reaper schwer verletzt und überlebte nur dank Grani, Gallantmons Fluggerät. Ai und Mako waren etwas später zu Impmons Tamern geworden. Anschließend beginnen die Digimon zu leuchten und sich in die Ausbildungsformen zurück zu verwandeln. Die Digimon müssen nun in die Digiwelt zurückkehren, sodass die Tamer sich von ihnen verabschieden müssen.
Im Epilog beschreibt Takato, wie sich sein Leben innerhalb weniger Wochen wieder normalisiert. Er beschließt die Serie mit dem Satz: „Aber Guilmon hat mein Leben verändert.“

### Charaktere
Anmerkung: Die Altersangaben der deutschen Version sind teils widersprüchlich und wurden daher durch die originalen ersetzt.
Takato Matsuki (松田 啓人 Matsuda Takato)
Der zehnjährige Schüler Takato ist schüchtern, sanftmütig und oft ängstlich. Er zeichnet sehr gerne und erfindet eigene Digimon, auch im Unterricht in der Schule, was ihm einigen Ärger einbringt. Außerdem ist er in seine Mitschülerin Jen Katō verliebt und zeigt ihr gegen Ende der Serie offen seine Gefühle. Seine Eltern, zu denen er ein gutes Verhältnis besitzt, sind Inhaber einer Bäckerei. Im Laufe der Serie wird er jedoch mutiger, reifer und willensstärker.
In dem Audio-CD-Drama Days -Jouhou to Hinichijou-, welches teilweise im Jahr 2018 spielt, ist er Informatiker und sucht einen Weg, Guilmon wieder zu sehen und reist dazu um die Welt. Er ist zudem mit Jen Katō verlobt, welche er nach seiner Reise heiraten möchte
Sein Partner ist das übermütige und kindliche Dinosaurier-Digimon Guilmon, welches aus einer seiner Zeichnung entstand. Durch die mangelnde Lebenserfahrung kennt es zunächst keine Grenzen und ist leicht zu beeinflussen. Mit der Zeit wird es jedoch emotional reifer.
Rika Nonaka (牧野 留姫 Makino Ruki)
Das zehnjährige Mädchen Rika ist eingebildet, zickig und einzelgängerisch. Sie lebt mit ihrer Mutter, einem Modell, und ihrer Großmutter in einem Anwesen und besucht eine Mädchenschule. Zu Anfang ist die Beziehung zu ihrer Familie angespannt und distanziert. Im Laufe der Serie gewinnt sie aber an Teamgeist und wird freundlicher und auch ihre Beziehung zu ihrer Familie normalisiert sich, ihr Vater taucht jedoch in der Serie nicht auf.
Ihr Partner Renamon ist höflich aber auch stolz. Es hat sich bewusst für Rika als Partner entschieden, um stärker zu werden. Zu Beginn ihrer Partnerschaft war es mehr ein Zweckbündnis, jedoch entwickelt sich auch hier eine Freundschaft.
Henry Wong (李 健良 Lee Jenrya/Jianliang)
Der zehnjährige Henry ist ruhig, manchmal altklug und stets um seinen Partner Terriermon besorgt. Er versucht zu Beginn der Serie jeden Konflikt friedlich zu lösen und verbietet Terriermon zu digitieren, merkt aber zunehmend, dass dies nicht möglich ist. Er streitet sich oft mit seiner jüngeren Schwester Suzie, entwickelt aber im Laufe der Serie einen Beschützerinstinkt ihr gegenüber. Seine älteren Geschwister werden nur erwähnt.
Terriermon ist oft vorlaut und begibt sich, zum Unmut von Henry, gerne in Gefahr. Es ist bekannt für den Spruch Momantai.
Jen Katō (加藤樹莉 Katō Juri)
Jen ist zehn Jahre alt und eine Klassenkameradin von Takato. Sie weiß, dass Takato in sie verliebt ist und erwidert auch insgeheim die Gefühle. Sie wartet jedoch, dass Takato den ersten Schritt macht, wozu es in der Serie nicht kommt. In ihrer Kindheit starb ihre Mutter, als sie noch sehr jung war, zu ihrem Vater hat sie ein schwieriges Verhältnis und kann keine positive gefühlsmäßige Bindung an ihre Stiefmutter entwickeln. In der Schule zeigt sie sich trotzdem als aufgeschlossenes und fröhliches Mädchen. Zu Digimon hat sie zuerst keinen Bezug, dies ändert sich doch, als sie Guilmon trifft. Später bekommt sie mit Leomon ihr eigenes Digimon, welches vom amoklaufenden Beelzemon getötet wird, was Depressionen bei ihr auslöst. Später wird sie von D-Reaper entführt, wann genau dies passiert, ist jedoch unklar, und durch einen von dessen Agenten ersetzt. Erst durch Calumon überwindet sie ihre Trauer und kann von Takato gerettet werden.
In der Planungsphase entwickelte Chiaki Konaka bereits ein Konzept, welches jedoch verworfen wurde. Die Figur sollte ursprünglich Mishio heißen und eine jüngere Schwester haben, um die sie sehr besorgt ist, da ihre Eltern im Rotlichtmilieu tätig sind.
Ryō Akiyama (秋山 リョウ Akiyama Ryō)
Der vierzehnjährige Ryō ist mutig, entschlossen und kampfeslustig. Sein Partner ist das aggressive Cyberdramon, das auf der Suche nach seinem wahren Feind ist. Er stellt eine Verbindung zwischen der Tamers-Welt und der Adventure-Welt dar und kam schon in mehreren Rückblenden von Digimon Adventure 02 vor. Am Ende des Videospiels Digimon Tamers: Brave Tamer für den Bandai Wonderswan gerät er in die Tamers-Welt.
Er war der einzige Charakter, der von Bandai vorgegeben war.
Kazu Shiota (塩田 博和 Shiota Hirokazu)
Der zehnjährige Kazu ist einer von Takatos Klassenkameraden und besten Freunden. Er ist wie Takato ein großer Digimon-Fan und wünscht sich, nachdem dieser ein Tamer ist, ebenfalls ein Digimon. In der Digiwelt findet er dann seinen Partner namens Guardromon.
Kenta Kitagawa (北川 健太 Kitagawa Kenta)
Kenta ist zehn Jahre alt und ebenfalls ein Freund und Klassenkamerad von Takato. Sein Digimon MarineAngemon erhält er erst sehr spät während des Kampfes gegen D-Reaper, weshalb er sich die meiste Zeit im Hintergrund hält. Sein Partner-Digimon hat eher passive Attacken.
Suzie Wong (李 小春 Lee Shuichon/Xiāochūn)
Henrys siebenjährige jüngere Schwester ist recht weinerlich und ist sehr naiv. Ihr Partner ist Lopmon, einer der Deva. Lopmon ist ein ruhiges, weises Digimon, welches Suzies oft enervierendes Verhalten ertragen kann.
Calumon (Kurumon/Culumon)
Calumon ist ein wildes Digimon, das, wie sich später herausstellt, das Licht der Digitation beherbergt und andere Digimon digitieren lassen kann. Im Gegensatz zu den anderen Digimon hat es keinen Tamer und möchte auch keinen, jedoch scheint es eine enge Bindung zu Jen zu haben und lebt auch zeitweilig bei ihr und ihrer Familie. Nachdem Jen von D-Reaper entführt wurde, folgt Calumon ihr in das Zentrum von D-Reaper und bleibt bis zum Ende bei ihr um sie aufzumuntern. Es ist, ähnlich wie Guilmon, sehr verspielt und kindlich, akzeptiert jedoch keine Grenzen. Calumon beendet viele Sätze mit dem Wort „Calu“, womit es seine kindliche Wesensart betont. Am Ende kehrt es mit den anderen Digimon zurück in die Digiwelt.
Im Gegensatz zu anderen Digimon besitzt Calumon Angriffsfähigkeit und kämpft daher nicht.
Impmon
Impmon ist klein, unfreundlich und schikaniert Menschen und Digimon, Menschen die in der Digiwelt ankommen ignoriert er stets. Seine Markenzeichen sind sein roter Schal und Handschuhe sowie die großen Ohren und ein Smiley auf dem Bauch, er verachtet aber auch Digimon und sein eigenes geringes Level und lehnt ein Miteinander von Menschen und Digimon ab. Einst hatte Impmon bei den Kindern Ai und Mako gelebt, ihre Beziehung war sehr belastet sie konnten Impmon aus der Digiwelt teleportieren, Impmon ignoriert sie stets und zögerte die Treffen hinaus, die die beiden anstrebten. Bei seinem Tod bereut er es und entschuldigt sich bei Ihnen und merkt an sie hätten seine Tamer sein können.

## Veröffentlichung

### Fernsehserie
Die Animeserie wurde 2001 vom Studio Toei Animation unter der Regie von Yukio Kaizawa produziert. Dabei stammt das Charakter-Design von Akiyoshi Hongo und Katsuhiro Nakazura. Die Serie wurde vom 1. April 2001 bis zum 31. März 2002 auf dem japanischen Sender Fuji TV erstmals ausgestrahlt.
Der Anime wurde auf Englisch, Italienisch, Spanisch, Tagalog und Portugiesisch im Fernsehen ausgestrahlt. Außerdem wurde er unter anderem auf Arabisch übersetzt.
Auf Deutsch wurde die Serie vom 1. März 2002 bis zum 15. Mai 2002 auf dem Sender RTL II ausgestrahlt. Später folgten Ausstrahlungen auf Fox Kids Germany und Tele 5.
Von Mai bis September 2017 veröffentlichte KSM Anime nach den ersten zwei Digimon-Staffeln auch Digimon Tamers auf einer DVD-Box mit drei Volumes im limitierten Sammelschuber. Die DVDs bieten nur die deutsche Synchronisation und Trailer und Bildergalerien als Extras.

#### Synchronisation
Die deutsche Synchronisation wurde von den MME Studios Berlin produziert.
| Rolle (jp./dt.)                 | Japanischer Sprecher (Seiyū) | Deutscher Sprecher  |
| ------------------------------- | ---------------------------- | ------------------- |
| Takato Matsuda / Takato Matsuki | Makoto Tsumura               | Konrad Bösherz      |
| Guilmon                         | Masako Nozawa                | Bernhard Völger     |
| Ruki Makino / Rika Nonaka       | Fumiko Orikasa               | Luise Helm          |
| Terriermon                      | Aoi Tada                     | Maja Dürr           |
| Jenrya Lee / Henry Wong         | Mayumi Yamaguchi             | Carsten Otto        |
| Renamon                         | Yuka Imai                    | Olaf Reichmann      |
| Ryō Akiyama                     | Junichi Kanemaru             | Tobias Müller       |
| CyberDramon                     | Ikkei Set                    | Andreas Hosang      |
| Juri Katō / Jen Katō            | Yoko Asada                   | Millie Forsberg     |
| Leomon                          | Hiroaki Hirata               | Gerald Paradies     |
| Hirokazu Shiota / Kazu Shiota   | Yukiko Tamaki                | Nico Lutz           |
| Guardromon                      | Yanada Kiyoyuki              | Peter Reinhardt     |
| Kenta Kitagawa                  | Touko Aoyama                 | Nicolai Dreißig     |
| MarineAngemon                   | Ai Iwamura                   | Sabine Mazay        |
| Shuichon Lee / Suzie Wong       | Ai Nagano                    | Victoria Frenz      |
| Lopmon                          | Aoi Tada                     | Nina Herting        |
| Impmon                          | Hiroki Takahashi             | Stefan Krause       |
| Culumon / Calumon               | Tomoko Kaneda                | Andreschka Großmann |
| Erzähler                        | Masako Nozawa                | Kim Hasper          |

#### Musik
Die Musik der Serie wurde von Takanori Arisawa komponiert. Der Vorspanntitel The Biggest Dreamer stammt von Kōji Wada. Die Abspannlieder My Tomorrow und Days ~Aijou to Nichijou~ wurden von AiM produziert. Des Weiteren wurden drei Titel produziert, die während der Folgen verwendet wurden. Dies sind Slash!! von Michihiko Oota, EVO von Wild Child Bound und One Vision von Takayoshi Tanimoto.
Für die deutsche Ausstrahlung wurden deutschsprachige Versionen der japanischen Lieder verwendet:
- Vorspann: Der größte Träumer – gesungen von Frank Schindel – (The Biggest Dreamer)
- Abspann: Neuer Morgen – gesungen von Petra Scheeser – (My Tomorrow)

Sonstige deutsche Titel:
- Spiel dein Spiel – gesungen von Fred Roettcher – (Slash!!)
- Sei frei – gesungen von Fred Roettcher – (EVO)
- Eine Vision – gesungen von Frank Schindel – (One Vision)

### Filme
Zur Serie wurden zwei Filme produziert, die beide in Japan in die Kinos kamen.
- Digimon Tamers: Bōkensha-tachi no Tatakai (デジモンテイマーズ 冒険者たちの戦い) kam am 14. Juli 2001 in die japanischen Kinos. Der 50-minütige Film wurde auch auf Englisch übersetzt.
- Digimon Tamers: Bōsō Digimon Tokkyū (デジモンテイマーズ 暴走デジモン特急) wurde ab dem 2. März 2002 in den japanischen Kinos gezeigt. Der 29 Minuten lange Film wurde auf Englisch und Tagalog übersetzt.

## Weitere Veröffentlichungen

### Kurzgeschichte
Eine von Chiaki J. Konaka geschriebene und Kenji Watanabe illustrierte Kurzgeschichte erschien unter dem Titel Digimon Tamers 1984 im japanischen Science-Fiction-Magazin SF Japan. Die Geschichte richtete sich eher an erwachsenes Publikum und handelt von der fiktiven Entstehung der Digimon an einer Universität der Vereinigten Staaten. Dabei geht es besonders um die Beweggründe der Schöpfer der Digimon und die philosophischen und technologischen Hintergründe von künstlicher Intelligenz.

### Hörspiel
Ein Hörspiel mit dem Titel Digimon Tamers: Original Story, Message in the Packet wurde veröffentlicht. Es spielt nach dem Ende der Serie und handelt von dem Versuch der Tamer Kontakt mit ihren Digimon aufzunehmen, indem sie Nachrichten als Dateien aufnehmen und löschen, so dass diese als Datenstaub in der Digiwelt landen. Hierbei werden die vergangenen Abenteuer reflektiert.